# Julia de Hauke
Julia Hauke (Varsovia, 12 de noviembre de 1825 - Jugenheim, 19 de septiembre de 1895) fue una aristócrata, esposa de Alejandro de Hesse-Darmstadt, tercer hijo del gran duque Luis II de Hesse-Darmstadt, y la madre del príncipe Alejandro I de Bulgaria. Sus descendientes forman parte de las familias reales de España, Reino Unido y Suecia.

## Biografía
Nació el 12 de noviembre de 1825 en Varsovia, fue hija del conde Juan Mauricio von Hauke y su esposa, Sofía Lafontaine. Su padre era un alemán, militar de profesión, que luchó con el ejército de Napoleón en Austria, Italia, Alemania y España. Después de servir en el ejército polaco desde 1790 y el ejército del Gran Ducado de Varsovia de 1809 a 1814, entró en las filas del ejército del Zarato de Polonia, fue nombrado general en 1828 y fue premiado con un título de nobleza polaco. En reconocimiento a sus habilidades, Nicolás I lo nombró ministro de guerra y le elevó a conde en 1829. Este título convirtió automáticamente a Julia en una Hrabianka -una condesa polaca hereditaria. En la Revolución de 1830, durante la rebelión de los cadetes polacos, el gran duque Constantino, virrey de facto de Polonia, logró escapar, pero el conde de Hauke murió al recibir un disparo hecho por algún cadete en las calles de Varsovia. Su esposa falleció al poco tiempo de un shock nervioso y sus hijos quedaron bajo la tutela del zar. 
La condesa Julia sirvió como dama de compañía de la emperatriz María Alexandrovna, esposa del zar Alejandro II y hermana del príncipe Alejandro de Hesse-Darmstadt, que se enamoró de Julia durante una visita a San Petersburgo. El zar no aprobaba la relación de su cuñado con la dama de compañía, así que los jóvenes enamorados se fugaron y contrajeron matrimonio el 28 de octubre de 1851 en Breslavia, en la Silesia prusiana (antes Breslau, hoy Wroclaw, en Polonia). En ese momento, Julia se encontraba embarazada de seis meses de su primera hija. 
El matrimonio fue considerado morganático, ya que Julia no era del mismo rango que su esposo. Por este motivo Alejandro perdió sus derechos dinásticos y sus títulos nobiliarios en el gran ducado de Hesse-Darmstadt y sus hijos fueron excluidos de la sucesión al trono. El gran duque Luis III de Hesse-Darmstadt, hermano de Alejandro, nombró a Julia condesa de Battenberg en 1851, con el tratamiento de Su Alteza Ilustrísima. Más tarde, el 26 de diciembre de 1858, la elevó a princesa de Battenberg con el tratamiento de Alteza Serenísima. Como resultado, los hijos de Julia y Alejandro tomaron el apellido de la madre y fueron a su vez elevados a príncipes o princesas y denominados Altezas Serenísimas. De esta manera, Battenberg llegó a ser el nombre de una rama de la casa de Hesse. Julia se convirtió del catolicismo al luteranismo en 1875.

## Hijos
Julia y Alejandro tuvieron cinco hijos, todos príncipes de Battenberg: 
- María Carolina (1852-1923) — Casada en 1872 con Gustavo Ernesto, Conde (posteriormente Príncipe) de Erbach-Schönberg. La pareja tuvo descendencia.
- Luis Alejandro (1854-1921) — Casado en 1884 con la princesa Victoria de Hesse-Darmstadt (nieta de la  reina Victoria). A instancias del rey Jorge V, Luis renunció al título de príncipe de Battenberg en el Gran Ducado de Hesse y con esto al tratamiento de Alteza Serenísima el 14 de julio de 1917. Al mismo tiempo, cambió su apellido «Battenberg» a la versión inglesa «Mountbatten».[6] El 17 de julio, el rey lo creó marqués de Milford Haven, conde de Medina y vizconde de Alderney, títulos de la nobleza del Reino Unido.[7] Victoria y Luis tuvieron cuatro hijos: Alicia, casada en 1903 con el príncipe Andrés de Grecia y Dinamarca y madre del príncipe Felipe, duque de Edimburgo; Luisa, casada en 1923 con Gustavo VI Adolfo, rey de Suecia; Jorge, casado con la condesa Nadejda Mijáilovna de Torby; y Luis, casado con Edwina Ashley.[8][9]
- Alejandro José (1857-1893) — Elegido como Príncipe Soberano de Bulgaria en 1879, con la aprobación de las grandes potencias europeas.[10] Abdicó  en 1886 y fue nombrado conde de Hartenau, casado morganáticamente en 1889 con Johanna Loisinger. La pareja tuvo descendencia.
- Enrique Mauricio (1858-1896) — Se casó con la princesa Beatriz, hija menor de la reina Victoria. La pareja se fue a vivir con la reina a Gran Bretaña, para que Beatriz pudiera seguir haciéndole compañía a su madre y actuando como su secretaria privada.[11] La pareja tuvo descendencia, incluyendo a la reina Victoria Eugenia de España. Sus hijos permanecieron en el Reino Unido y fueron lores y ladies, quienes adoptaron también el apellido Mountbatten a partir de 1917. Su hijo mayor recibió el título de marqués de Carisbrooke en 1917.
- Francisco José (1861-1924), casado en 1897 con la princesa Ana de Montenegro (1874-1971), sin descendencia.

## Títulos y distinciones honoríficas

### Títulos y tratamientos
| ● 12 de noviembre de 1825-20 de noviembre de 1851:  | condesa Julia Hauke                            |
| ● 20 de noviembre de 1851-30 de diciembre de 1858:  | Su alteza ilustrísima la condesa de Battenberg |
| ● 30 de diciembre de 1858-19 de septiembre de 1895: | Su alteza serenísima la princesa de Battenberg |

### Distinciones honoríficas

#### Gran Ducado de Hesse
- Dama de la orden del León Dorado (1 de enero de 1883)[14]
- Condecorada con la Medalla de Sanidad Militar (Militär-Sanitätskreuz).[15]
- Condecorada con la Medalla conmemorativa de la Campaña Francesa en 1870/1871 (Kriegsdenkmünze für die Feldzüge 1870–71) (para no combatientes)[15]

#### Extranjeras
- Dama gran cruz de la Orden de Santa Catalina ( Imperio ruso)[15]
- Condecorada con la primera clase de la Orden de la Cruz Roja (Орден Красного Креста для женщин и девочек) ( Imperio ruso)[15]
- Dama de la Orden de Teresa. ( Reino de Baviera)[15]
- Condecorado con la Cruz del Mérito de primera clase de 1870/1871 (Verdienstkreuz für die Jahre 1870/71) ( Reino de Baviera)[15]

## Ancestros
|  |                                                   |  |  |  |  |  |  |  |  |  |  |  |  |  |  |  |
|  | 16. Johann Gaspar Hauck                           |  |  |  |  |  |  |  |  |  |  |  |  |  |  |  |
|  |                                                   |  |  |  |  |  |  |  |  |  |  |  |  |  |  |  |
|  |                                                   |  |  |  |  |  |  |  |  |  |  |  |  |  |  |  |
|  | 8. Ignatz Marianus Hauck                          |  |  |  |  |  |  |  |  |  |  |  |  |  |  |  |
|  |                                                   |  |  |  |  |  |  |  |  |  |  |  |  |  |  |  |
|  |                                                   |  |  |  |  |  |  |  |  |  |  |  |  |  |  |  |
|  | 17. Johanna Barbara o Bárbara N.                  |  |  |  |  |  |  |  |  |  |  |  |  |  |  |  |
|  |                                                   |  |  |  |  |  |  |  |  |  |  |  |  |  |  |  |
|  |                                                   |  |  |  |  |  |  |  |  |  |  |  |  |  |  |  |
|  | 4. Friedrich Carl Emanuel Hauke                   |  |  |  |  |  |  |  |  |  |  |  |  |  |  |  |
|  |                                                   |  |  |  |  |  |  |  |  |  |  |  |  |  |  |  |
|  |                                                   |  |  |  |  |  |  |  |  |  |  |  |  |  |  |  |
|  | 18. Barón George XX Riedesel de Eisenbach         |  |  |  |  |  |  |  |  |  |  |  |  |  |  |  |
|  |                                                   |  |  |  |  |  |  |  |  |  |  |  |  |  |  |  |
|  |                                                   |  |  |  |  |  |  |  |  |  |  |  |  |  |  |  |
|  | 9. Baronesa María Franziska Riedesel de Eisenbach |  |  |  |  |  |  |  |  |  |  |  |  |  |  |  |
|  |                                                   |  |  |  |  |  |  |  |  |  |  |  |  |  |  |  |
|  |                                                   |  |  |  |  |  |  |  |  |  |  |  |  |  |  |  |
|  | 19. Margarethe Kilian                             |  |  |  |  |  |  |  |  |  |  |  |  |  |  |  |
|  |                                                   |  |  |  |  |  |  |  |  |  |  |  |  |  |  |  |
|  |                                                   |  |  |  |  |  |  |  |  |  |  |  |  |  |  |  |
|  | 2. Conde Hans Johann Moritz de Hauke              |  |  |  |  |  |  |  |  |  |  |  |  |  |  |  |
|  |                                                   |  |  |  |  |  |  |  |  |  |  |  |  |  |  |  |
|  |                                                   |  |  |  |  |  |  |  |  |  |  |  |  |  |  |  |
|  | 20. Johann Schweppenhauser                        |  |  |  |  |  |  |  |  |  |  |  |  |  |  |  |
|  |                                                   |  |  |  |  |  |  |  |  |  |  |  |  |  |  |  |
|  |                                                   |  |  |  |  |  |  |  |  |  |  |  |  |  |  |  |
|  | 10. Heinrich Wilhelm Schweppenhäuser              |  |  |  |  |  |  |  |  |  |  |  |  |  |  |  |
|  |                                                   |  |  |  |  |  |  |  |  |  |  |  |  |  |  |  |
|  |                                                   |  |  |  |  |  |  |  |  |  |  |  |  |  |  |  |
|  | 21. María Magdalena Boell                         |  |  |  |  |  |  |  |  |  |  |  |  |  |  |  |
|  |                                                   |  |  |  |  |  |  |  |  |  |  |  |  |  |  |  |
|  |                                                   |  |  |  |  |  |  |  |  |  |  |  |  |  |  |  |
|  | 5. María Salomé Schweppenhäuser                   |  |  |  |  |  |  |  |  |  |  |  |  |  |  |  |
|  |                                                   |  |  |  |  |  |  |  |  |  |  |  |  |  |  |  |
|  |                                                   |  |  |  |  |  |  |  |  |  |  |  |  |  |  |  |
|  | 22. Johann Heinrich Westermann                    |  |  |  |  |  |  |  |  |  |  |  |  |  |  |  |
|  |                                                   |  |  |  |  |  |  |  |  |  |  |  |  |  |  |  |
|  |                                                   |  |  |  |  |  |  |  |  |  |  |  |  |  |  |  |
|  | 11. Charlotte Philippine Juliane Westermann       |  |  |  |  |  |  |  |  |  |  |  |  |  |  |  |
|  |                                                   |  |  |  |  |  |  |  |  |  |  |  |  |  |  |  |
|  |                                                   |  |  |  |  |  |  |  |  |  |  |  |  |  |  |  |
|  | 23. Sophia Elisabeth Eleonore Bode                |  |  |  |  |  |  |  |  |  |  |  |  |  |  |  |
|  |                                                   |  |  |  |  |  |  |  |  |  |  |  |  |  |  |  |
|  |                                                   |  |  |  |  |  |  |  |  |  |  |  |  |  |  |  |
|  | 1. Julia Teresa, Princesa de Battenberg           |  |  |  |  |  |  |  |  |  |  |  |  |  |  |  |
|  |                                                   |  |  |  |  |  |  |  |  |  |  |  |  |  |  |  |
|  |                                                   |  |  |  |  |  |  |  |  |  |  |  |  |  |  |  |
|  | 24. Johan de la Fontaine                          |  |  |  |  |  |  |  |  |  |  |  |  |  |  |  |
|  |                                                   |  |  |  |  |  |  |  |  |  |  |  |  |  |  |  |
|  |                                                   |  |  |  |  |  |  |  |  |  |  |  |  |  |  |  |
|  | 12. Benno Leopold Ignatius Lafontaine             |  |  |  |  |  |  |  |  |  |  |  |  |  |  |  |
|  |                                                   |  |  |  |  |  |  |  |  |  |  |  |  |  |  |  |
|  |                                                   |  |  |  |  |  |  |  |  |  |  |  |  |  |  |  |
|  | 25. María Rosalía Bonelli                         |  |  |  |  |  |  |  |  |  |  |  |  |  |  |  |
|  |                                                   |  |  |  |  |  |  |  |  |  |  |  |  |  |  |  |
|  |                                                   |  |  |  |  |  |  |  |  |  |  |  |  |  |  |  |
|  | 6. Doctor Franz Anton Leopold Lafontaine          |  |  |  |  |  |  |  |  |  |  |  |  |  |  |  |
|  |                                                   |  |  |  |  |  |  |  |  |  |  |  |  |  |  |  |
|  |                                                   |  |  |  |  |  |  |  |  |  |  |  |  |  |  |  |
|  | 26. Franz Joseph Leonhardt                        |  |  |  |  |  |  |  |  |  |  |  |  |  |  |  |
|  |                                                   |  |  |  |  |  |  |  |  |  |  |  |  |  |  |  |
|  |                                                   |  |  |  |  |  |  |  |  |  |  |  |  |  |  |  |
|  | 13. María Katharina Franziska Leonhardt           |  |  |  |  |  |  |  |  |  |  |  |  |  |  |  |
|  |                                                   |  |  |  |  |  |  |  |  |  |  |  |  |  |  |  |
|  |                                                   |  |  |  |  |  |  |  |  |  |  |  |  |  |  |  |
|  | 27. Marie Mayer                                   |  |  |  |  |  |  |  |  |  |  |  |  |  |  |  |
|  |                                                   |  |  |  |  |  |  |  |  |  |  |  |  |  |  |  |
|  |                                                   |  |  |  |  |  |  |  |  |  |  |  |  |  |  |  |
|  | 3. Sophie Lafontaine                              |  |  |  |  |  |  |  |  |  |  |  |  |  |  |  |
|  |                                                   |  |  |  |  |  |  |  |  |  |  |  |  |  |  |  |
|  |                                                   |  |  |  |  |  |  |  |  |  |  |  |  |  |  |  |
|  | 14. Joseph Kornély                                |  |  |  |  |  |  |  |  |  |  |  |  |  |  |  |
|  |                                                   |  |  |  |  |  |  |  |  |  |  |  |  |  |  |  |
|  |                                                   |  |  |  |  |  |  |  |  |  |  |  |  |  |  |  |
|  | 7. María Theresa Kornély                          |  |  |  |  |  |  |  |  |  |  |  |  |  |  |  |
|  |                                                   |  |  |  |  |  |  |  |  |  |  |  |  |  |  |  |
|  |                                                   |  |  |  |  |  |  |  |  |  |  |  |  |  |  |  |